# Yeah Yeah Yeah (canción de Blackpink)
«Yeah Yeah Yeah» es una canción grabada por el grupo femenino surcoreano Blackpink. Es la cuarta pista del segundo álbum de estudio del grupo, Born Pink, que se lanzó el 16 de septiembre de 2022 a través de YG Entertainment e Interscope. La canción fue escrita por Kush, Jisoo y Rosé, mientras que la composición estuvo a cargo de Kush, VVN, R. Tee e Ido. «Yeah Yeah Yeah» es una canción romántica de pop rock y synth pop con letras sobre la aprensión y el dolor de volver a enamorarse.
Los críticos dieron reseñas positivas a «Yeah Yeah Yeah»; elogiaron la producción de synth disco y la calificaron como lo más destacado del álbum. «Yeah Yeah Yeah» alcanzó el puesto número cuarenta y tres en el Billboard Global 200, el número nueve en World Digital Song Sales en EE. UU. y fue un éxito entre los diez primeros en Filipinas, Malasia y Vietnam.

## Trasfondo
El 31 de julio de 2022, YG Entertainment lanzó oficialmente el vídeo del tráiler del álbum en las cuentas oficiales de las redes sociales del grupo, y anunció que la nueva gira mundial del grupo comenzaría en octubre, luego de un sencillo de prelanzamiento en agosto y el álbum en septiembre.«Yeah Yeah Yeah» se anunció como la cuarta pista de Born Pink el 7 de septiembre de 2022 a través de las cuentas oficiales de redes sociales del grupo. Además, se reveló que tanto Jisoo como Rosé participaron en la escritura de la canción.

## Letras y producción
Durante una fiesta de escucha en StationHead, Rosé compartió lo «divertido» que fue escribir «Yeah Yeah Yeah» con la integrante Jisoo, ya que estaban «cantando frente a una computadora» e «intercambiando ideas» sobre «¿cuál es este escenario divertido que podría estar escribiendo?». La voz de Blackpink se grabó en The Black Label en Seúl, Corea del Sur, mientras que la producción de la pista estuvo a cargo de VVN, Kush, R. Tee e Ido. «Yeah Yeah Yeah» está compuesta en la tonalidad de do menor con un tempo de 124 latidos por minuto en tiempo común.
«Yeah Yeah Yeah» es una canción de amor pop rock y synth pop que incorpora elementos pop típicos del sonido synth disco de la década de 1980. Descrita como new wave por All Music, la canción es una pista impulsada por sintetizadores retro con un riff de guitarra irregular y minimalista y un desglose de baile altísimo en el coro. En la letra, Blackpink explora la aprensión y el dolor de volver a enamorarse de alguien completamente inesperado. Siguen dudando: «¿Qué es esto de nuevo? Ni siquiera me conozco a mí mismo/ ¿Por qué apareciste? ¿Qué es lo que sigo recordando?», pero en última instancia quiero que el amante «simplemente diga sí, sí, sí». Muchos críticos compararon su sonido «ligero pero optimista» con las canciones del grupo «Lovesick Girls», «Playing with Fire» y «Forever Young».

## Recepción de la crítica
«Yeah Yeah Yeah» recibió críticas positivas en la prensa. Escribiendo para Rolling Stone, Rob Sheffield comparó la pista con «Since U Been Gone» de Kelly Clarkson y «Let's Go» de The Cars. Tanu I. Raj de NME calificó la canción como «una buena devolución de llamada a ‘Lovesick Girls’ de 2020, con un sonido synth pop suave y fácil». En Sputnikmusic, Raul Stanciu la describió como la pista más ligera de Born Pink, mientras «abandonó su truco habitual, con el objetivo de ofrecer una canción de amor exuberante en su lugar». Jeff Benjamin de Billboard lo comparó como «el seguimiento más brillante» del sencillo del grupo de 2016 «Playing with Fire», con un «desglose de baile innegable en el coro». Alex Ramos de Pitchfork declaró que representa el «primer toque del lado suave y vulnerable» del álbum de la parte «rosa» del grupo.

## Desempeño comercial
«Yeah Yeah Yeah» debutó en el número 43 en el Billboard Global 200 y en el número 27 en el Billboard Global Excl EE. UU. En Corea del Sur, la canción debutó en el número 103 y alcanzó el puesto 53 en Circle Digital Chart. En los Estados Unidos, la canción no ingresó al Billboard Hot 100, pero alcanzó el puesto número nueve en la lista Billboard World Digital Song Sales. También entró entre los diez primeros en Filipinas y Malasia de Billboard, así como en el Billboard Vietnam Hot 100.

## Lanzamiento y promoción
«Yeah Yeah Yeah» es la pista número cuatro de Born Pink, que fue lanzada en varios países el 16 de septiembre de 2022 por YG e Interscope. Blackpink incluyó la canción en la lista de canciones de su gira Born Pink World Tour (2022-23) como parte del bis. La canción también se usó como música de fondo en su vídeo de práctica del 13 de octubre de 2022 para la gira. Muestra al grupo dirigiéndose a un estudio, acompañado por un guitarrista, bajista, baterista y teclista.

## Créditos y personal
- Blackpink - vocales
- VNN - compositor
- Kush - letrista y compositor
- Jisoo - letrista
- Rosé - letrista
- R. Tee - compositor

## Premios y reconocimientos

### Listados
| Publicación  | Lista                                    | Ranking | Ref.   |
| ------------ | ---------------------------------------- | ------- | ------ |
| Genius Korea | Las 100 canciones más populares del 2022 | 32.º    | [ 17 ] |

## Posicionamiento en listas
| Lista (2022)                              | Mejor posición |
| ----------------------------------------- | -------------- |
| Canadá (Canadian Hot 100)                 | 85             |
| Estados Unidos (Billboard Global 200)     | 43             |
| Hong Kong (Billboard)                     | 18             |
| Hungría (Single Top 40)                   | 16             |
| Indonesia (Billboard)                     | 21             |
| Malasia (Billboard)                       | 7              |
| Filipinas (Billboard)                     | 8              |
| Singapur (Billboard)                      | 21             |
| Corea del Sur (Circle Digital Chart)      | 53             |
| Estados Unidos (World Digital Song Sales) | 9              |
| Vietnam (Vietnam Hot 100)                 | 7              |

| Lista (2022)                         | Mejor posición |
| ------------------------------------ | -------------- |
| Corea del Sur (Circle Digital Chart) | 108            |